# Cinnadenia paniculata
Dự hay kháo xanh, rè xanh (danh pháp khoa học: Cinnadenia paniculata) là loài thực vật có hoa trong họ Nguyệt quế. Loài này được Joseph Dalton Hooker miêu tả khoa học đầu tiên năm 1886 dưới danh pháp Dodecadenia paniculata. Năm 1973 André Joseph Guillaume Henri Kostermans lập ra chi Cinnadenia và chuyển nó sang chi này.

## Mô tả
Cây gỗ, cao 15 – 30 m, đường kính 30 – 60 cm, đầu các cành có những chồi nhỏ. Lá xếp theo đường xoắn ốc, dai, nhẵn, hình bầu dục thuôn hoặc hình mũi mác, dài 12 – 18 cm, rộng 3 - 3,5 cm, thuôn dần về đỉnh, hơi thót nhọn hoặc hơi tròn về phía cuống; có 8 - 12 đôi gân bên, gân giữa phẳng hặc hơi lõm ở mặt trên và lồi lên ở mặt dưới, màu sáng, các gân bên hơi xiên về phía mép lá; cuống dài 1,5 - 3,5 cm, nhẵn. Mùa hoa tháng 9. Cụm hoa chuỳ tán, đơn tính khác gốc, cụm chuỳ đực dài 7 cm, có lông, mỗi tán có cuống nhỏ dài khoảng 3 – 6 mm; lá bắc 6 thuỳ, 3 cái trong hơi bé hơn 3 cái ngoài, có 5 - 10 hoa trong mỗi tán, hoa có cuống dài 1 – 2 mm. Bao hoa 6, gần đều nhau, hình trứng, phủ lông mặt ngoài; nhị sinh sản 9 - 12 (đôi khi đến 32), dài khoảng 2 mm, mảnh, có lông; bao phấn 4 ô, thuôn, hướng trong, vòng nhị thứ 3 có 2 tuyến, hình thận, không chân. Cụm hoa chuỳ cái dài 3 – 6 cm, ít hoa, cuống tán dài 8 mm, có 6 lá bắc, nhẵn, bao hoa 6, đều nhau; bầu nhẵn, đầu vòi dạng đĩa hơi loe ra hoặc không thấy rõ. Bao hoa rụng toàn bộ khi quả hình thành. Quả dạng chuỳ, dài 1,3 - 2,3 cm, đế quả dày lên, chén cao 2 – 4 mm, đường kính 5 – 8 mm, cuống quả dài 1 cm.

## Phân bố và sinh thái
Tại Việt Nam có ở các tỉnh Lạng Sơn, Bắc Kạn, Thái Nguyên, Vĩnh Phúc (Tam Đảo), Hà Nội (Ba Vì), Nghệ An. Mọc rải rác trong rừng thưa, rừng thường xanh cây lá rộng ở độ cao tới 1.500 m. Trên thế giới: Ấn Độ (Assam, Manipur), Myanmar, Nepal (ở độ cao 1.800-2.800 m), Bhutan, Malaysia.

## Giá trị
Là loài duy nhất của chi Cinnadenia ở Việt Nam. Gỗ tốt dùng làm cột kèo và làm củi, đóng đồ gia dụng.